# سوسک موزه
سوسک موزه (نام علمی: Anthrenus museorum) نام یک گونه از تیره سوسک‌های چرم‌خوار است.
حشره‌ای است بطول ۲ الی ۳ میلی‌متر با پیش گرده سیاهرنگ که در قسمت جلو باریک است. مهم‌ترین تزئینات پیش‌گرده عبارت از دو لکه مشخص جانبی در طرفین و یک لکه میانی در قاعده و نزدیک سپرچه می‌باشد.
روی هر بال‌پوش ۳ نوار عرضی باریک نامنظم وجود دارد. ساق پا و پنجه‌ها حنایی است. لاروهای گونه‌های آنترنوس بسیار بهم شبیه هستند به‌طور کلی طول لاروها پس از رشد کامل به ۴ – ۵ میلی‌متر می‌رسد. رنگ عمومی بدن زرد و رنگ پیش قفس سینه و حلقه آخر مایل به قهوه‌ای است. بدن دارای موهای بلندی است که در تمام سطح بدن پخش شده‌است علاوه بر این هر حلقه بدن دارای انبوهی از موهای ردیفی عرضی است که طول آن‌ها در طرفین و در پشت بدن اندکی بیشتر است. در قسمت انتهایی بدن انبوهی از موهای بلند به صورت دسته‌های پهنی درآمده‌اند دیده می‌شود که از روی آن‌ها می‌توان این لاروها را تشخیص داد.